# 운대 28장
운대 28장(雲臺二十八將)은 후한 광무제를 도와 한 왕조의 복벽에 공을 세운 28명의 공신을 말한다. 중흥 28장(中興二十八將)이라 부르기도 한다.

## 명단
- 태부 고밀후 등우(太傅 高密侯 鄧禹)
- 대사마 광평후 오한(大司馬 廣平侯 吳漢)
- 좌장군 교동후 가복(左將軍 膠東侯 賈復)
- 건위대장군 호치후 경엄(建威大將軍 好畤侯 耿弇)
- 집금오 옹노후 구순(執金吾 雍奴侯 寇恂)
- 정남대장군 무양후 잠팽(征南大將軍 舞陽侯 岑彭)
- 정서대장군 양가후 풍이(征西大將軍 陽夏侯 馮異)
- 건의대장군 격후 주우(建義大將軍 鬲侯 朱祐)
- 정로장군 영양후 채준(征虜將軍 潁陽侯 祭遵)
- 표기대장군 약양후 경단(驃騎大將軍 櫟陽侯 景丹)
- 호아대장군 안평후 갑연(虎牙大將軍 安平侯 蓋延)
- 위위 안성후 요기(衛尉 安成侯 銚期)
- 동군태수 동광후 경순(東郡太守 東光侯 耿純)
- 성문교위 낭릉후 장궁(城門校尉 朗陵侯 臧宮)
- 포로장군 양허후 마무(捕虜將軍 楊虛侯 馬武)
- 표기장군 신후 유륭(驃騎將軍 慎侯 劉隆)
- 중산태수 전초후 마성(中山太守 全椒侯 馬成)
- 하남윤 부성후 왕량(河南尹 阜成侯 王梁)
- 낭야태수 축아후 진준(琅邪太守 祝阿侯 陳俊)
- 표기대장군 참거향후 두무(驃騎大將軍 參蘧鄕侯 杜茂)
- 적노장군 곤양후 부준(積弩將軍 昆陽侯 傅俊)
- 좌조 합비후 견담(左曹 合肥侯 堅鐔)
- 상곡태수 회양후 왕패(上谷太守 淮陽侯 王霸)
- 신도태수 아릉후 임광(信都太守 阿陵侯 任光)
- 예장태수 중수후 이충(豫章太守 中水侯 李忠)
- 우장군 괴리후 만수(右將軍 槐里侯 萬脩)
- 태상 영수후 비동(太常 靈壽侯 邳彤)
- 효기장군 창성후 유식(驍騎將軍 昌成侯 劉植)